# 1950 год в театре
1950 год в театре

## Персоналии

### Родились
- 4 января — Инара Александровна Гулиева, советская и российская актриса театра оперетты, киноактриса, режиссёр.
- 21 января — Владимир Арустамович Епископосян, советский и российский актёр театра и кино.
- 11 февраля — Татьяна Евгеньевна Лебедькова, советская и российская актриса театра и кино, заслуженная артистка России.
- 14 февраля — Анатолий Михайлович Сливников, советский и российский актёр театра и кино.
- 15 февраля — Елена Георгиевна Цагина, советская и российская актриса театра и кино, заслуженная артистка России.
- 17 февраля — Мария Владимировна Кузнецова, советская и российская актриса театра и кино, заслуженная артистка России.
- 22 июня — Светлана Крючкова, советская и российская актриса театра и кино, народная артистка России.
- 22 августа — Наталья Сергеевна Егорова, советская и российская актриса театра и кино.
- 3 сентября —  Мирзабек Мирзабеков, советский и российский дагестанский актёр, режиссёр и драматург. Народный артист Дагестана.
- 21 сентября — Александр Михайлович Воеводин, советский и российский актёр театра и кино.
- 22 сентября — Геннадий Семёнович Егоров, советский и российский актёр театра и кино, режиссёр, заслуженный работник культуры России.
- 15 октября — Нина Садур, драматург.

### Скончались
- 10 января — Ярослав Квапил, чешский поэт, драматург, театральный режиссёр.
- 26 января — Кузьма Минаев,  оперный певец (баритон), Народный артист Украинской ССР (1946).
- 4 марта  – Юханна Дюбвад, норвежская актриса, театральный режиссёр.
- 29 мая — Сыбчо Сыбев, болгарский оперный певец (баритон), музыкальный педагог. Заслуженный артист НРБ. Лауреат Димитровской премии.
- 25 сентября — Александр Таиров, театральный режиссёр, основатель и руководитель Камерного театра.
- Зинаида Соколова, актриса и режиссёр, заслуженная артистка РСФСР.